# 全国人大机关办公楼

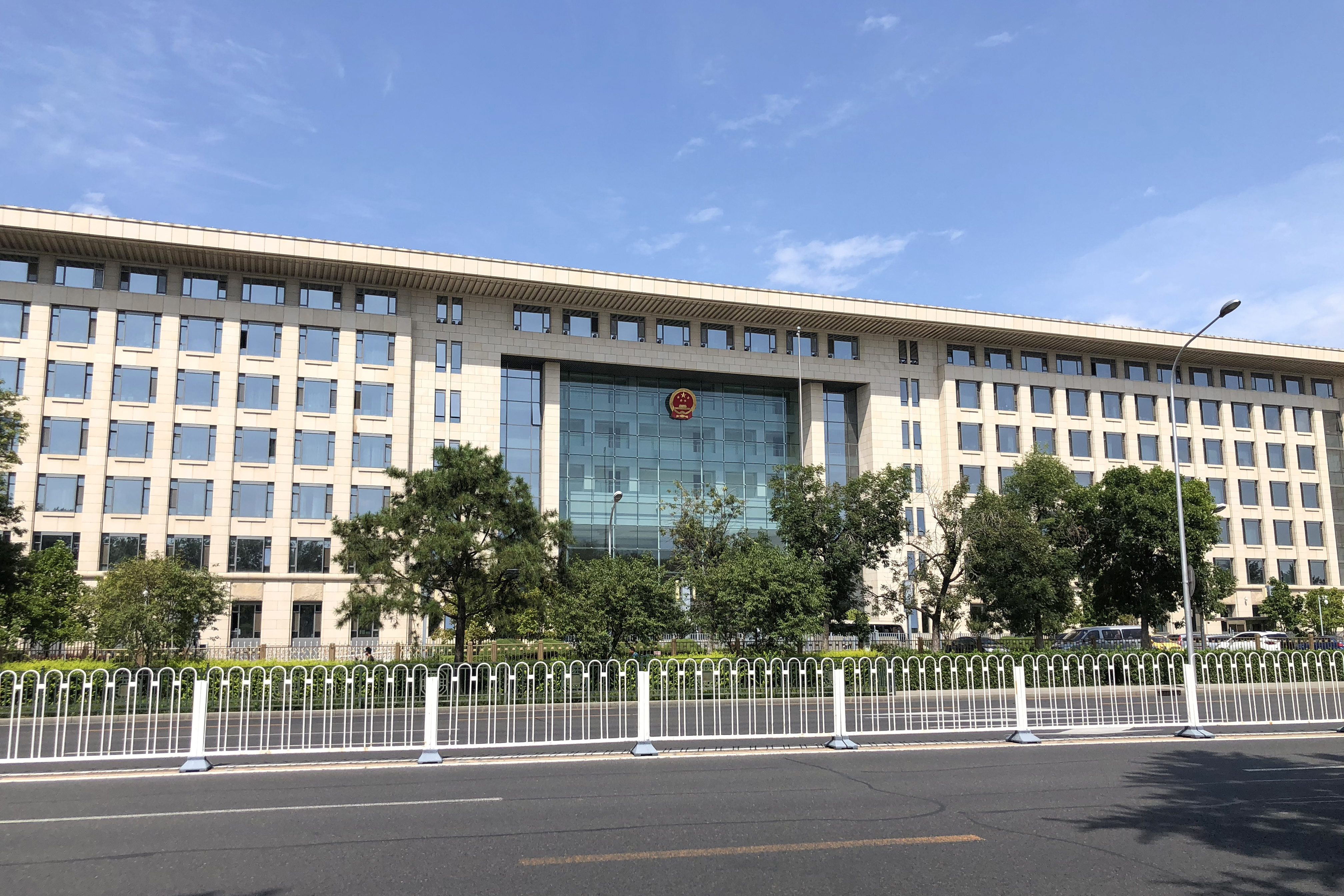
全国人大机关办公楼南门

全国人大机关办公楼，位于北京市西城区前门西大街1号，是全国人民代表大会及其常务委员会机关的办公场所。

## 背景
自1954年第一届全国人民代表大会召开以来，在50多年里，全国人民代表大会一直没有专用办公场所。1954年9月的第一届全国人民代表大会和1959年4月的第二届全国人民代表大会都在中南海怀仁堂举行。1959年9月人民大会堂落成，人民大会堂南端主要部分被辟为全国人大机关办公楼。此后随着全国人大人员增加和机构扩大，全国人大先后在西交民巷、西黄城根北街、人民大会堂宾馆、南二环的北京商务会馆等地分散办公。
人民大会堂南门口有12根大柱子，中间一根挂着橙底白字的牌子，上写“中华人民共和国全国人民代表大会常务委员会”。这块牌子不是全国人大成立时便有的。万里担任第七届全国人大常委会委员长时，提出了关于全国人大制度化建设的系列改进措施，其中一项便是挂牌，并很快得以实现。从此，全国人大常委会才有了这块正式的牌子。
西交民巷23号有被称作“23号院”的全国人大办公楼。此处原是中华人民共和国铁道部一所设计院的旧楼，1980年代末，全国人大支付一定资金后，接手该楼使用。前门西大街1号的全国人大机关办公楼建成启用前，全国人大多数专门委员会、工作委员会和机关单位集中在西交民巷23号院办公。
从第六届全国人大开始，有了全国人大常委会是否应拥有自己的办公楼的讨论。当时，“四人帮”已被粉碎，彭真担任第六届全国人大常委会委员长后，力主建设“议会大厦”。在中共全国人大常委会党组会议上曾发生热烈讨论，当时定下的名称为“人民大厦”。当时对建设该大厦的支持者和反对者都很多。有的全国人大代表提出，已经有人民大会堂了，就应该发扬艰苦奋斗的作风，他们将该工程称为“楼堂管所”类的形象工程。另外，还有一些人担心安全问题以及与周边建筑风格的协调问题。尽管当时的反对意见很大，但最终还是决定建设“人民大厦”，地址选在今国家大剧院的所在地。此后，成立了工程项目委员会，设计了建筑模型，搬迁了民房，获得了拨款，乃于1985年动工。搬迁及打地基先后花费了1亿多元人民币。不久，因一系列复杂原因，工程搁浅，地基打了一半便停工，工程围墙很快拆除。此后，该工地荒废近10年，每年的维护费用将近3000万元人民币，工地还一度成了停车场。直到后来国家大剧院在该地址兴建。

## 兴建
第十届全国人大常委会成立以后，全国人民代表大会常务委员会办公厅从2003年起便着手研究建设一个集中办公的场所，以使全国人大机关的办公条件获得改善。全国人大为此成立筹建领导小组，成员包括全国人大常委会副秘书长王万宾、全国人大常委会预算工作委员会主任刘积斌、原建设部部长叶如棠、原全国人大财经委员会副主任郭树言、北京市副市长陈刚等人。北京市规划、建设、国土资源、园林绿化、消防等部门及西城区给予配合。该办公楼由北京市建筑设计研究院设计，中国石化、北京建工集团、北京泛华集团等建设。该项工程由中央人民政府投资，工程预算约13亿元人民币，选址在西交民巷50号，即全国记协所在地中国农工银行旧址。2004年，该工程暂停，据说其中一个原因是中央人民政府的宏观调控。
由于中国农工银行旧址大楼（北京市文物保护单位）地处全国人大机关办公楼的施工区域内，该楼遂被向西平移大约50米，并顺时针旋转3度，迁移总重量估算大约1400吨。整个平移工程于2008年11月30日竣工。
全国人大机关办公楼的施工区域内，原来还有北京市第二十九中学，该中学所在地原是孙中山创建的国民大学（1917年更名为“中国大学”）及其附属中学旧址，北京市第二十九中学便是由该附属中学演变而来。为建设全国人大机关办公楼，该中学被拆除。
2008年2月18日，全国人大机关办公楼举行奠基仪式，随后开工建设，2010年已基本完成内部装修，2010年11月竣工。办公楼建筑面积达83793平方米。建成之后，全国人民代表大会及其常务委员会的几个办公区都统一集中到该楼，结束了此前多年的分散局面。该楼由北京建工集团建设，获2011年度中国建设工程鲁班奖。吴邦国题写的“全国人大机关办公楼”九个金色大字镶嵌在大厅正面墙壁上。

## 建筑内部
全国人大机关办公楼总用地面积3.52公顷，总建筑面积136500平方米。功能上主要设置办公室、会议室、食堂、图书馆、信息中心、车库等。建筑主入口设在东侧。设计方案强调了“城”的轮廓和“庭院式”内部格局。整个办公楼地上7层，地下2层，总高度30米，结构平面呈“目”字形，由东、西两个"回"形平面和中庭组成。大楼中间五层顶上是一个简单铺装的庭院，为中庭。大楼地下一层东、西各有一个庭院，东庭院为小型球场，供全国人大机关工作人员做工间操用，西庭院为绿化面积较大的花园。
2012年12月3日，为了纪念中华人民共和国现行宪法公布施行30周年，全国人大机关在全国人大机关办公楼举行宪法墙揭幕仪式，全国人大常委会委员长吴邦国出席仪式并剪彩。该墙位于全国人大机关办公楼内，长23米、高2.2米，墙面为白色大理石，上面刻有《中华人民共和国宪法》全文。